# Герб Руської Лозової
Герб Ру́ської Лозово́ї — один з офіційних символів села Руська Лозова, Дергачівський район Харківської області, затверджений 24 травня 2011 р. рішенням IX сесії Русько-Лозівської сільської ради VI скликання.

## Опис
На центральному золотому щитку Святий Миколай із жезлом і розкритою книгою. Щит скошений зліва; на першому зеленому полі золотий ріг достатку і срібний кадуцей у косий хрест. На другій частині деркач серед золотих очеретів. На зеленій девізній стрічці — золотий напис «Руська Лозова» і срібна дата 1663. Щит обрамований декоративним картушем i увінчаний золотою сільською короною.